# 섭리주의
섭리주의(Providentialism)는 기독교에서 지구 상에서 일어나는 모든 일들이 하나님에 의해 통치되고, 조절된다라는 믿음을 뜻한다.

## 믿음
섭리주의란 국가적 섭리와 개인적 섭리로 나눌 수 있다.  어떤 영미인들은 개인적 섭리를 미신적이라고 믿는 경향이 있으며, 국가적 섭리는 주로 신뢰한다.
국가적 섭리주의는 영국 역사학자인 니콜라스 가야트에 의해 묘사되었으며,  세가지의 다양한 믿음을 포함한다.  하나님은 국가를 심판할 때 그 국가의 지도자들의 미덕에 기초하며, 어느 국가에 대하여는 특정한 역할이 있고, 마지막에, 하나님은 여러 나라들의 역할을 통해 원대한 계획을 갖고 일한다.
섭리주의는 종종 유럽의 정치적, 지식적 엘리트들이 19세기에 일어난 제국주의를 정당화하기 위해 사용되었다.  그 근거로는 유럽에 의해 일어난 고통이 하나님의 계획에 근거하며 기독교의 전파와 서구 문명의 확장에 따른 것이다.  역사가들의 말로는 종교와 세속정치가 정확히 구분되지 않았을 경우, 자연적, 정치적 사회적인 사건들이 일어나는 해석적 구조라는 주장이다.
섭리주의는 이 세상에 일어나는 모든 일들이 더 좋은 선을 위해 일어난다는 믿음이다.  왜냐햐면 하나님은 사회 질서를 창조하였고 각 개인에게 그 안에서 그의 자리에서 일하도록 지정하셨기 때문이다.

## 같이 보기
- 기회 원인론
- 악의 문제
- 신정론